# ホテル辰巳屋
ホテル辰巳屋（ホテルたつみや）は、福島県福島市にかつて存在したホテル、及びその運営会社（ホテル辰巳屋株式会社）である。
1973年9月に県下初のシティホテルとしてオープン。閉館まで福島県北地区最大の宴会場を備え、JR福島駅に隣接するアクセスの良さも有り、数多くの婚礼や会議が行われた。

## 施設
- 客室（9・10階）
  - 全60室
- 宴会場（8階）
  - 大宴会場（瑞雲・宝生・瑠璃の間）
  - 小宴会場（真珠・琥珀・珊瑚の間）
  - 会食会場（紫峯の間・ブローニュ）
- 飲食店
  - レストラン&バー ロザージュ（8階）…福島駅や吾妻連峰に向けて西側が大きなガラス窓になっており眺望に優れる。レストランウエディングの会場としても用いられる。
  - 日本料理 しのぶの里（8・9階）
    - 9階個室（あやめ・はぎ・ぼたん・ゆりの間）…主に結納や顔合わせに用いられることが多い。
- その他
  - ブライダルサロン（1階）
  - 神殿（7階）
  - 写場（7階）
  - 美容室（7階）

## 建物
当ホテルが入居する辰巳屋ビルは福島市栄町にある建物である。1973年9月竣工。地下3階、地上10階建てで、地下1階～7階に地元百貨店の中合の一番館が入居する。地下1～3階には駐車場が整備されており、エレベータに自動車を乗り入れる方式の駐車場としては県下で最も早く作られたもののひとつである。駅前通りから続くアーケードがビル西側、北側に取り付けられ、2階南西部分にはあづま陸橋へ直接向かえる歩道橋が接続されている。2008年にはビル北西角に大型街頭ビジョンが設置された。ビル西側には隣接する平和ビル（中合二番館）との間には商品搬入スペースと中合ツイン広場と呼ばれる空間があり、イベント会場等としても用いられている。かつて平和ビルが山田百貨店だった頃は山中公園と呼ばれていた。広場の上空には辰巳屋ビルと平和ビルの4・5・6階を結ぶ空中回廊が中合二番館開業の際に建設された。またそれ以前から広場の地下には両ビルの地下1階を結ぶ連絡通路が存在する。
福島駅東口地区再開発事業に伴い、2019年8月をもってホテルが閉館した。今後は建物を解体し、会社も廃業する。なお、同ビル内部にある中合福島店は2020年8月末をもって営業を終了した。
辰巳屋ビルの解体については、中合#辰巳屋ビルの解体も参照。

## 歴史
- 1899年（明治32年）2月 - 現在地に料理店「辰巳屋」として創業。
- 1914年（大正3年）1月 - 旅館「辰巳屋旅館」、食堂「タツミ食堂」開業。
- 1950年（昭和25年）3月 - 青果店・土産店「辰巳屋売店」開業。
- 1959年（昭和34年）11月 - 寿司店「たつみ寿司」開業。
- 1969年（昭和44年）4月 - 「株式会社 辰巳屋」を資本金500万円で設立。料理店・旅館・食堂・寿司・売店の営業を引き継いだ。
- 1971年（昭和46年）10月 - 資本金2,000万円に増資。
- 1972年（昭和47年）
  - 1月 - 割烹「たつみ荘」開業。
  - 2月 - 福島駅前市街地再開発事業として、辰巳屋ビル建設着工。同所の料理店、旅館、寿司、売店は一時廃業となった。
- 1973年（昭和48年）
  - 9月 - 「辰巳屋ビル」完成。「ホテル辰巳屋」開業。
  - 10月 - ビル内に中合福島店が移転開業。
- 1984年（昭和59年）6月 - 土湯温泉に「辰巳屋山荘 里の湯」を開業。
- 2003年（平成15年）3月 - 「有限会社 肉の辰巳屋」を清算。以後の営業を引き継ぐ。
- 2004年（平成16年）1月 - アンナガーデンに、結婚披露宴会場「マナーハウス スノースヒル」を開業。
- 2006年（平成18年）11月 - ホテル内に洋食会席会場「紫峯の間」オープン。
- 2008年（平成20年） - ビル北西角の二階部分外壁に大型街頭ビジョンが設置される。
- 2012年（平成24年）7月 - ホテル運営会社として「ホテル辰巳屋株式会社」設立。資本金100万円。
- 2013年（平成25年）9月 - 開業40周年を記念し、1階エントランス(フロントロビー)と8階 「レストラン＆バー ロザージュ」「日本料理しのぶの里」リニューアルオープン。
- 2019年（令和元年）8月31日 - ホテル廃業[2]。

## 脚註
1. ↑  福島駅前の老舗ホテル「辰巳屋」が来年８月閉館　「再開発に協力するための苦渋の決断」河北新報 2018年07月03日
2. ↑  “福島の「ホテル辰巳屋」営業終了 玄関に感謝のメッセージ”. 福島民友新聞社. 2019年9月1日閲覧。